# Agnieszka Gąsienica-Daniel
 Agnieszka Gąsienica-Daniel (Zakopane, 22 december 1987) is een Poolse voormalig alpineskiester. Ze nam eenmaal deel aan de Olympische Winterspelen, maar behaalde geen medaille.

## Carrière
Gąsienica-Daniel maakte haar wereldbekerdebuut in oktober 2004 tijdens de reuzenslalom in Sölden. Ze stond nooit op het podium van een wereldbekerwedstrijd.
Op de Olympische Winterspelen 2010 eindigde Gąsienica-Daniel op de 23e plaats op de super G.

## Resultaten

### Wereldkampioenschappen
| Jaar | Plaats                 | Resultaten                                                    |
| ---- | ---------------------- | ------------------------------------------------------------- |
| 2005 | Bormio                 | 31e Reuzenslalom DNF Slalom                                   |
| 2007 | Åre                    | DNF Slalom DNF Reuzenslalom                                   |
| 2009 | Val d'Isère            | 33e Reuzenslalom 34e Slalom                                   |
| 2011 | Garmisch-Partenkirchen | 18e Supercombinatie 30e Slalom DNF1 Reuzenslalom DNF1 Super G |
| 2013 | Schladming             | 29e Reuzenslalom 36e Slalom DNF1 Supercombinatie DNS1 Super G |

### Olympische Spelen
| Jaar | Plaats    | Resultaten                                                               |
| ---- | --------- | ------------------------------------------------------------------------ |
| 2010 | Vancouver | 23e Super G 25e Supercombinatie 32e Afdaling 35e Slalom DNF Reuzenslalom |

### Wereldbeker

#### Eindklasseringen
| Seizoen   | Algm | SL  | RS  |
| --------- | ---- | --- | --- |
| 2007/2008 | 118e | -   | 50e |
| 2008/2009 | 116e | 60e | 52e |
| 2009/2010 | 116e | -   | 43e |